# بدر الدين الحسيني العاملي الكركي
السيد بدر الدين الحسيني العاملي الكركي

## نسبه
هو السيد بدر الدين بن حسن بن جعفر بن فخر الدين حسن ابن نجم الدين بن الاعرج الحسيني العاملي الكركي.
من علماء الشيعة القدماء، من قرية الكرك في جبل عامل، وهو من مشايخ وأساتذة الشهيد الثاني.

## وفاته
توفي سنة 933 هجرية.

## كتبه
له العديد من المصنفات منها: 
- المحجة البيضاء والحجة الغراء
- العمدة الجلية في الأصول الفقهية
- مقنع الطلاب فيما يتعلق بكلام الاعراب
- شرح الطيبة الجزريه في القراءات العشر